# Durazno (departament)
Durazno – urugwajski departament położony w centralnej części kraju, nad 
jeziorem Río Negro. Graniczy z następującymi departamentami: na południowym zachodzie z Flores, na zachodzie z Río Negro, na północy z Tacuarembó, na wschodzie z kolei z Cerro Largo i na niewielkim odcinku z Treinta y Tres, na południu zaś z Florida.
Ośrodkiem administracyjnym, a zarazem największym miastem tego powstałego w 1822 r. departamentu jest Durazno.
Powierzchnia Durazno wynosi 11 643 km². W 2004 r. departament zamieszkiwało 58 859 osób, co dawało gęstość zaludnienia 5,1 mieszk./km².